# Феоктистов, Герман Николаевич
Герман Николаевич Феоктистов (10 ноября 1939, Омск — 2 февраля 2010, Пермь) — советский футболист, центральный защитник. Мастер спорта СССР (1960).

## Биография
Воспитанник футбольной секции «Динамо» (Омск). В детстве занимался также хоккеем с мячом и с шайбой. С 1958 года в течение пяти сезонов выступал в классе «Б» за омский «Иртыш». В 1960 году со своим клубом стал серебряным призёром чемпионата РСФСР, за что получил звание мастера спорта. Вызывался в сборную РСФСР.
В 1963 году перешёл в «Уралмаш», где сразу стал основным игроком, составив пару центральных защитников с Геннадием Санниковым. В 1968 году стал победителем зонального и финального турниров второй группы класса «А». В 1969 году выступал в высшей лиге, где сыграл все 34 матча своей команды. Дебютный матч на высшем уровне сыграл 4 апреля 1969 года против луганской «Зари». Летом 1970 года покинул команду. Всего в составе «Уралмаша» сыграл в первенствах страны 261 матч и забил один гол.
В конце карьеры провёл два с половиной сезона в составе пермской «Звезды», в её составе по итогам сезона 1971 года завоевал путёвку в первую лигу. Из 17-ти сезонов карьеры в 12-ти был капитаном команд.
Окончил Высшую школу тренеров. После окончания игровой карьеры несколько лет работал в «Звезде» начальником команды и тренером основного состава, тренировал детские команды. Затем ушёл из футбола и работал на пермском заводе им. Свердлова бригадиром испытателей. Был инспектором на матчах любительских соревнований по футболу.
В 2009 году в Перми состоялся турнир ветеранов, посвящённый 70-летию спортсмена.
Скончался в Перми 2 февраля 2010 года. Похоронен на Северном кладбище в Перми.

## Стиль игры
Высокий, атлетически сложенный защитник, был бесстрашен в единоборствах. Хладнокровие, тактическое чутье и тонкое понимание игры всегда позволяли ему в нужный момент перекрыть самое опасное направление атак соперников. Ко всему прочему, он отлично действовал в «воздушных дуэлях», умело подстраховывал партнёров по обороне. Защитником он был строго оборонительного плана, шел вперед только в самых критических для команды ситуациях.— Гордость омского футбола. Герман Феоктистов

## Личная жизнь
Отец, Николай Яковлевич, играл в футбол за сборную Белорусского военного округа. Брат Павел (род. 1946) работал футбольным тренером в ряде советских и российских команд.